# Аденілаткіназа
Аденілаткіназа (також відома як АДК або міокіназа) — фермент-кіназа (фосфотрансфераза), що каталізує перетворення аденінових нуклеотидів та грає роль в гомеостазі клітинної енергії.
Реакція, що каталізується цим ферментом:
2 АДФ ⇔ АТФ + АМФ
У людини наявні 9 генів, що кодують аденілаткіназу: AK1, AK2, AK3, AK4, AK5, AK6, AK7, AK8, AK9.